# Священний Синод Коптської православної церкви
Священний Синод Коптської православної церкви Александрії є найвищим православним авторитетом Коптської православної церкви Александрії. Він формулює правила та норми стосовно питань організації та віри церкви.
Синод очолює Александрійський Папа, членами якого є митрополичі архієпископи церкви, митрополичі єпископи, єпархіальні єпископи, патріарші екзархи, єпископи-місіонери, допоміжні єпископи, єпископи-суфрагани, помічники єпископів, хорбіскопи та патріарші вікарії Александрійської церкви.

## Стаж
Згідно з традиціями Коптської православної церкви Александрії, Папа, будучи єпископом Александрійським, єпископом старшим і старшим та митрополитом архієпископа провінції та предстоятелем всього Єгипту, є головою Священного Синоду першим серед рівних. Найвищою посадою після Папи була посада митрополита архієпископа Пентаполіса, але оскільки вона перестала бути головною архиєпископською митрополією за часів Папи Римського Івана VI, вона проводилась як титульний престол, прикріплений до іншої мегаполіси.
Існує особливий статус почесного старшинства та пріоритету для митрополичого архієпископа Святого і Великого міста Господа нашого, Єрусалиму, Святого Сіона, архієпископа Святої Архиєпархії Єрусалима, всієї Палестини, Філадельфії Йорданії та всього Близького Сходу.
Ця велика архієпархіальна митрополія технічно перебуває за межами єгипетської провінції і не вважається юрисдикцією Папи Александрійського, але є одним із володінь Коптської православної церкви Александрії. Він був створений Папою Кирилом III (1235-1243) у ХІІІ столітті, що на той час спричинило суперечку між Коптською православною церквою Александрії та Сирійською православною церквою Антіохії.  Це був дуже рідкісний інцидент між двома церквами-сестрами, оскільки загалом їх стосунки є одними з найсильніших між двома церквами-сестрами. 
Згідно з Александрійською традицією, звання митрополита єпископом надається єпархіальним єпископам, що знаходяться під його юрисдикцією, за особистим статусом (в Персонімі), а не через розмір чи важливість єпархії єпископа; однак ранг митрополичого архієпископа присвоюється тим, чиї архієпархії мають історичне значення і мали або мають більше однієї Суфраганської єпархії в межах їх територіальних юрисдикцій.
Коптський православний архієпископ Єрусалимський - єдиний коптський православний ієрарх, котрий висвячується на митрополичого архієпископа, не будучи спочатку висвяченим на єпископа, а згодом зведений на митрополичого архієпископа, як це є нормою в усіх єпископських посвяченнях згідно з традицією Церкви Александрія ; це робиться одночасно з тієї самої нагоди. Так було з тих пір, як Кирило III висвятив митрополита архієпископа Василія в якості першого коптського православного митрополита архієпископа Єрусалимського та всього Близького Сходу.
Зазвичай обраний ієромонах висвячується спочатку як єпархіальний єпископ, потім з часом він може бути удостоєний вищої гідності митрополита. Іноді призначений єпархіальний єпископ вже є помічником, допоміжним єпископом або генеральним єпископом, і в цьому випадку він лише інтронізується як єпископ цієї єпархії.
В даний час і тому, що старшинство членів Священного Синоду визначається відповідно до старшинства дати посвячення / піднесення церковних чинів: спочатку йдуть митрополичі архієпископи та митрополичі єпископи, потім єпархіальні єпископи, потім єпископи-екзархи Престол, потім суфраганські єпископи, потім допоміжні єпископи, потім Генеральні єпископи і нарешті хорбіскопи, але також згідно з датою освячення в кожному сані.
Відповідно, найвищою посадою після Папи є найстаріший посвячений митрополит Архиєпископ, який був станом на  2015  Митрополит Пахомій, митрополит Архієпископ Святої Митрополії Даманхурської (Гермополіс Парва) та Бехейра (Освячений у 1990 р.).
Незважаючи на давню Александрійську традицію, найстаршим Ієрархом, після Старшого Ієрарха Пентаполіса, є Ієрарх Митрополії (Лікополіс), (Ієракон) та (Аполлонополіс Парва), що є Асют ; але оскільки велика і древня Титульна митрополія Пентаполіса в (Киренаїці), яка включає святі суфраганські єпархії (Кирену), (Аполлонію), (ПтАлемею), (Береніку) та (Арсіною), в даний час є титулярним титулом, включеним до юрисдикцію митрополита архієпископа Священної Митрополії Beheira (Гермополіс Parva), (Buto), (Навкратіс), Mariout (Мареотідскій), Марса Матрух (Paraetonium), (Apis); який також є титулярним архієпископом та патріаршим екзархом Стародавньої та Свято-Титулярної архієпархії Лівії, що включає Титулярні суфраганські єпархії (Лівіс, Мармарика, Дарніс, Неаполіс та Триполітанія); Стародавнього і Святого (Африканський екзархат) в Тунісі, що включає Титулярну і Святу Суфраганську єпархії (Мавританія Тінгітана) і (Мавританія Цезаріенсіс), а також Стародавню і Священну Митрополію (Нумедію) в Алжирі і Марокко, що включає Титуляр і священні суфраганські єпархії (Leptis Parva) та (Hadramentum). Відповідно, ця честь належить Ієрарху Митрополії (Лікополь), (Ієракон) та (Аполлонополіс Парва), крім факту прийняття нині чинностИ про дату посвячення пізнішого Ієрарха.
Найстаршим єпископом у посвяченні стане Locum tenens на випадок смерті Папи Римського та до обрання нового Папи Римського, і саме він буде інтронізувати новообраного Папу разом з усіма ієрархами, які є членами Священний Синод.
Ця система ранжування не зменшує значення та велич Архиєпархії Єрусалиму та всього Близького Сходу, оскільки вона була включена під юрисдикцію Александрійської Церкви Александрії у ранні середньовічні часи. Архієпископський статус цієї великої Митрополії також надається завдяки Святому Апостольському Престолу, який вона представляє, будучи Апостольським і Патріаршим Престолом Єрусалиму, хоча Митрополит Архієпископ не претендує на цей титул і знаходиться під юрисдикцією Святого Апостольського Престолу Александрії.